# Highland Railway
A Highland Railway (HR) foi uma das menores ferrovias do Reino Unido existentes antes do Decreto Ferroviário de 1921; ela operou ao norte da estação de Perth, na Escócia, e serviu o extremo norte da Grã-Bretanha. Criada por uma fusão em 1865,, foi absorvida pela London, Midland and Scottish Railway em 1923.

## Pessoas importantes

### Presidente
- William Whitelaw 1911

### Gerentes Gerais
- Andrew Dougall 1865-1896
- Charles Steel 1896-1898
- Thomas Wilson 1898-1910
- Robert Park 1911-1922